# Strombina
Strombina is een geslacht van weekdieren uit de klasse van de Gastropoda (slakken).

## Soorten
- Strombina angularis (G. B. Sowerby I, 1832)
- Strombina bonita Strong & Hertlein, 1937
- Strombina carmencita Lowe, 1935
- Strombina colpoica Dall, 1916
- Strombina descendens (Martens, 1904)
- Strombina elegans (G. B. Sowerby I, 1832)
- Strombina francesae J. Gibson-Smith, 1974
- Strombina fusinoidea Dall, 1916
- Strombina lanceolata (G. B. Sowerby I, 1832)
- Strombina lilacina Dall, 1916
- Strombina maculosa (G. B. Sowerby I, 1832)
- Strombina marksi Hertlein & Strong, 1951
- Strombina paenoblita Jung, 1989
- Strombina pavonina (Hinds, 1844)
- Strombina pulcherrima (G. B. Sowerby I, 1832)
- Strombina pumilio (Reeve, 1859)
- Strombina recurva (G. B. Sowerby I, 1832)
- Strombina solidula (Reeve, 1859)